# Go Short - International Short Film Festival Nijmegen
Go Short - International Short Film Festival Nijmegen is een Nijmeegs filmfestival dat de korte film promoot. Het programma, bestaande uit verschillende Europese korte animatiefilms, documentaires, experimentele films, onafhankelijke films en studentenfilms, wordt voor het grootste deel in LUX vertoond.

## Eerste editie
De eerste editie van dit festival werd op 18 maart 2009 in de Lux geopend door burgemeester Thom de Graaf. De officiële uitreiking van de prijzen vond 21 maart plaats in De Lindenberg, waarna op 22 maart, de laatste dag van het festival, de publieksfavorieten nogmaals vertoond werden. Ook beleefde tijdens deze editie van het festival de oscar-winnaar Spielzeugland zijn Nederlandse premiere.

### Winnaars 2009
Europese Competitie:
- Fictie - Love you More (Sam Taylor-Wood, Verenigd Koninkrijk)
- Animatie - Muto (Blu, Italië)
- The Labo - Correspondences (Andreas Landeck, Duitsland/Frankrijk)
- Documentaire - The Solitary Life of Cranes (Eva Weber, Verenigd Koninkrijk)

Nederlandse Competitie:
- Zand (Joost van Ginkel)

Breaking Shorts (Studentencompetitie):
- Das Mädchen mit den Gelben Strümpfen (Gregorz Muskala, Duitsland)

Audience Award:
- Roos Rebergen - Weet ik niet zo goed... (Bas Berkhout, Nederland)

## Tweede editie
De tweede editie van Go Short vond plaats van 17 maart 2010 tot 21 maart 2010 Nijmegen. Met meer dan 9000 bezoekers was het festival een groot succes. Naast de verschillende competitie programma's, waren er focus programma's op de Roemeense cinema (met een groot aantal makers aanwezig), de sciencefictionfilm (met klassiekers als Le voyage Dans la Lune en La Jetée) en het oeuvre van de Engelse filmmaker Simon Ellis (bekend van zijn Oscar-inzending Soft). Wederom was er een Nederlandse première van een Oscar-winnaar, namelijk het Franse Logorama.

### Winnaars 2010
Europese Competitie:
- Fictie - Seeds of the Fall (Patrik Eklund, Zweden)
- Animatie - Percorso #0008 - 0209 (Igor Imhoff, Italië)
- The Labo - RE-Constructions (Martijn Veldhoen, Nederland)
- Documentaire - Unearthing the Pen (Carol Salter, Verenigd Koninkrijk)

Nederlandse Competitie:
- Kus (Joost van Ginkel)

Breaking Shorts (Studentencompetitie):
- Alberts Winter (Andreas Koefoed, Denemarken)
- Special Mention - Jacco's Film (Daan Bakker, Nederland)

Audience Award:
- Jacco's Film (Daan Bakker, Nederland)

## Derde editie
De derde editie van Go Short – International Short Film Festival Nijmegen vond plaats van 16 t/m 20 maart 2011. Voor de jongste bezoekers werd deze editie het Go Shorty! programma toegevoegd, en voor professionals was er voor het eerst de Industry Day. Eenmalig werd er een Cinepoem Award uitgereikt.

### Winnaars 2011
Europese Competitie:
- Fictie - Incident by a Bank (Ruben Östlund, Zweden)
- Animatie - The External World (David O'Reilly, Duitsland)
- The Labo - Sister (Michael Rittmannsberger, Oostenrijk)
- Documentaire - Pandore (Virgil Vernier, Frankrijk)

Nederlandse Competitie:
- Dominique (Jim Taihuttu)

Breaking Shorts (Studentencompetitie):
- Parade (Pierre-Emanuel Lyet, Frankrijk)

Audience Award:
- One Way, a Tuareg Journey (Fabio Caramaschi, Italië)

Biosagenda Go Short Online Award:
- Are You Leaving? (Cristina Molino, Spanje)

## Vierde editie
De vierde editie van het Go Short – International Short Film Festival Nijmegen vond plaats van 14 t/m 18 maart 2012. Dit jaar werd voor het eerst de Youth Award uitgereikt door onze jongerenjury. International Highlights, Comedy Shorts en Homegrown stonden voor het eerst op het programma. Vanwege de focus op Music & Film stond er ook een groot aantal filmconcerten, dj’s en bijzondere talks op het programma.

### Winnaars 2012
Europese Competitie:
- Fictie - The Runaway (Victor Carrey, Spanje)
- Animatie - Crossover (Fabian Grodde, Duitsland)
- The Labo - Inbetweener (Erik Bäfving, Zweden)
- Documentaire - Claes (Martina Carlstedt, Zweden)
- Special Mention - The Unliving (Hugo Lilja, Zweden)

Nederlandse Competitie:
- Woensdagen (Aaron Rookus)

Breaking Shorts (Studentencompetitie):
- 9 Scenes of Violence - (Michael Krotkiwski, Zweden)
- Special Mention - Frozen Stories (Grzegorz Jaroszuk, Polen)

Audience Award:
- The Return (Blerta Zeqiri, Kosovo)

Biosagenda Go Short Online Award:
- Pizza Verdi (Gary Nadeau, Verenigde Staten)

Youth Award:
- The Piano Tuner (Olivier Treiner, Frankrijk)

## Vijfde editie
De vijfde editie van het Go Short – International Short Film Festival Nijmegen vond plaats van 13 t/m 17 maart 2013. Voor het eerst waren de Oscar Shorts te zien i.s.m. ShortsTV, en was CJP aanwezig met CJP Serveert. Ook vond er dit jaar een tweedaags satellietfestival plaats in filmhuis Lumiére in Maastricht, georganiseerd i.s.m. Made in Europe.

### Winnaars 2013
Europese Competitie:
- Fictie - The Centrifuge Brain Project (Till Nowak, Duitsland)
- Animatie - Edmond was a Donkey (Franck Dion, Frankrijk)
- Art Film - The Human Factor (Thibaut Le Texier, Frankrijk)
- Documentaire - Ebb & Flow (Gabriel Mascaro, Spanje/Brazilië)

Nederlandse Competitie:
- To Become, Shift, Transfer, Copy and Erase JANET LEIGH (Jeroen Offerman, Nederland)

Breaking Shorts (Studentencompetitie):
- Endless Day (Anna Frances Ewert, Duitsland)
- Special Mention - Magnesium (Sam de Jong, Nederland)

Audience Award:
- By Her Side (Niels van Koevorden, Nederland)

Youth Award:
- Lisboa Orchestra (Guillaume Delaperriere, Frankrijk)

## Zesde editie
De zesde editie van Go Short – International Short Film Festival Nijmegen vond plaats van 9 t/m 13 april 2014. Eenmalig hadden we een Artist in Residence project, waarbij de Finse filmmakers Hannes Vartiainen en Pekka Veikkolainen twee maanden in het monumentale Besiendershuis woonden en werkten. Voor de eerste keer vond Off The Walls plaats, waarbij het verlaten industriële Honigcomplex werd gebruikt voor korte-filmvertoningen. In samenwerking met Creative Lab van NHTV werd de eerste Nederlandse korte film voor de Oculus Rift gepresenteerd. Om een nieuwe lichting filmmakers te ontdekken nog voor ze afstuderen aan de academies introduceerden we deze editie het programma Go Ahead. Ook vond er een bijzonder filmconcert plaats met een gelegenheidsgroep van Nijmeegse topmuzikanten.

### Winnaars 2014
Europese Competitie:
- Fictie - Pride (Pavel Vesnakov, Bulgarije/Frankrijk)
- Animatie - The Obvious Child (Stephen Irwin, Verenigd Koninkrijk)
- Art Film - Butter Lamp (Hu Wei, Frankrijk)
- Documentaire - Rogalik - Pawel Ziemilski (PL) (Pawel Ziemilski, Polen)
- Special Mention - I Can't Cry Much Louder Than This (Robert Cambrinus Oostenrijk)

Nederlandse Competitie:
- Reizigers in de Nacht (Ena Sendijarevic, Nederland)
- Special Mention - Démontable (Douwe Dijkstra Nederland)

Breaking Shorts (Studentencompetitie):
- Two at the Border (Tuna Kaptan, Felicitas Sonvilla Duitsland/Turkije)
- Special Mention - Pandas (Matus Vizar, Slowakije)

Audience Award:
- Rabbit and Deer (Péter Vácz, Hongarije)
- Cowboys Janken Ook (Mees Peijnenburg, Nederland)

## Zevende editie
De zevende editie van Go Short – International Short Film Festival Nijmegen vond plaats van 8 t/m 12 april 2015. De genomineerde films voor de EFA’s kregen dit jaar een plek in het programma met Short Matters. Eenmalig werd er een Go Green Award uitgereikt. Het succesvolle Filmconcert van 2014 kreeg een vervolg met nieuwe films en muzikanten. Het Cat Shorts programma was een lieveling bij publiek en media.

### Winnaars 2015
Europese Competitie:
- Fictie - Aïssa (Clément Tréhin-Lalanne, Frankrijk)
- Animatie - House of Unconsciousness (Priit Tender, Estland)
- Art Film - PLANET ∑ (Momoko Seto, Frankrijk)
- Documentaire - Hotel Straussberg (Jan Soldat, Duitsland)
- Special Mention - We Can't Live Without Cosmos (Konstantin Bronzit, Rusland)

Nederlandse Competitie:
- Onder Ons (Guido Hendrikx, Nederland)

Format Court Award:
- Onder Ons (Guido Hendrikx, Nederland)

Breaking Shorts (Studentencompetitie):
- Mother Earth (Piotr Zlotorowicz, Polen)
- Special Mention - The Bigger Picture (Daisy Jacobs, Verenigd Koninkrijk)

Audience Award:
- We Can't Live Without Cosmos (Konstantin Bronzit, Rusland)

Youth Award:
- If Mama Ain’t Happy, Nobody’s Happy (Mea de Jong, Nederland)
- Special Mention - Tussentijd (Christian van Duuren, Nederland)

Go Green Award:
- Timber (Nils Hediger, Zwitserland)

## Achtste editie
De achtste editie van Go Short – International Short Film Festival Nijmegen vond plaats van 6 t/m 10 april 2016. Hannes Vartiainen & Pekka Veikkolainen waren in 2014 Artist in Residence en kwamen deze editie terug met hun voltooide film The Secret World of Moths die werd vertoond in een pop-up planetarium. Er vonden dit jaar ook enkele vertoningen plaats in de nieuwe Cinemec bioscoop in Nijmegen Noord. Samen met Festival de Nouveau Cinéma Montreal en Vienna Independent Shorts presenteerden we het programma Fear Is Not An Option, een kritische kijk op de golf van xenofobie. Voor het eerst werd er samen met Movies That Matter een filmblok samengesteld, en was er een horrorprogramma.

### Winnaars 2016
Europese Competitie:
- Fictie - Spoetnik (Noël Loozen, Nederland)
- Animatie - Chuylen, a Crow's Tale (Cerise Lopez, Agnès Patron, Frankrijk)
- Art Film - Quantum (PLATFORM, Italië, Duitsland)
- Documentaire - The Sniper of Kobani (Reber Dosky, Nederland)

Nederlandse Competitie:
- LAZARUS (Gonzalo Fernandez, Nederland)
- Special Mention - Son du Serpent (Tami Ravid, Nederland)

Breaking Shorts (Studentencompetitie):
- Courber L'Echine (Kadija Ben-fradj, Zwitserland)

Audience Award:
- Snails (Grzegorz Szczepaniak, Polen)

Youth Award:
- Body Language Zone (Kim Saarinen, Finland)
- Special Mention - U Hebt Een Probleem (Esra Piké, Nederland)

## Negende editie
Films rondom het thema Reizen, uit Spanje, van of uitgekozen door Jonas Odell en Ali Asgari en Farnoosh Samadi, A Story About My Eyes van Guido Hendrikx, de eerste korte film op Hololens en Podcasts (want wat gebeurt er met een verhaal als het beeld verdwijnt?) – de negende editie van Go Short stond weer bol van de mooie programma’s en activiteiten.

### Winnaars 2017
Europese Competitie:
- Fictie - Import (Ena Sendijarevic, Nederland)
- Animatie - Moms on Fire (Joanna Rytel, Zweden)
- Art Film - Martin Pleure (Jonathan Vinel, Frankrijk)
- Documentaire - Yo no soy de aquí (Maite Alberdi & Giedrė Žickytė, Chili/Litouwen/Denemarken)

Nederlandse Competitie:
- The Origin of Trouble (Tessa Louise Pope, Nederland)

Studentencompetitie:
- Nature: All Rights Reserved (Sebastian Mulder, Nederland)

Audience Award:
- Emily Must Wait (Christian Wittmoser, Duitsland)

Youth Award:
- In Kropsdam Is Iedereen Gelukkig (Joren Molter, Nederland)

## Tiende editie
De tiende editie van Go Short vond plaats van 11 t/m 15 april 2018.

### Winnaars 2018
Europese Competitie:
- Fictie - Strange Says the Angel (Shalimar Preuss, Frankrijk)
- Animatie - Coyote (Lorenz Wunderle, Zwitserland)
- Art Film - Orogenesis (Boris Labbé, Frankrijk)
- Documentaire - Anthony, the Invisible one (Maya Kosa & Sergio da Costa, Portugal/Zwitserland)
- Special Mention - JUCK [THRUST] (Olivia Kastebring, Julia Gumpert & Ulrika Bandeira, Zweden)

Nederlandse Competitie:
- LUISTER (Astrid Bussink, Nederland)
- Special Mention - Word! (Amos Mulder, Nederland)

Studentencompetitie:
- Sog (Jonatan Schwenk, Duitsland)

Audience Award:
- De Spelende Mens (Sanne Rovers, Nederland)

Youth Award:
- Wild Horses (Rory Alexander Stewart, Verenigd Koninkrijk)

## Elfde editie
De elfde editie van Go Short vond plaats van 3 t/m 7 april 2019.

### Winnaars 2019
Europese Competitie:
- Fictie - Fuck You (Anette Sidor)
- Animatie - Bloeistraat 11 (Nienke Deutz)
- Art Film - Past Perfect (Jorge Jácome)
- Documentaire - Love 404 (Agata Baumgart)
- Special Mention - The Glorious Acceptance of Nicholas Chauvin (Benjamin Crotty)

Nederlandse Competitie:
- Crow’s Nest (Flynn von Kleist, Nederland)
- Special Mention - The Walking Fish (Thessa Meijer, Nederland)

Studentencompetitie:
- The Dam (Natalia Konarz,Polen)

VR-competitie
- Opinions (Alyssia Frankland & Kenneth Henderson, Verenigd Koninkrijk)

Muziekvideo-competitie
- Best Dutch Music Video: Pynk (Emma Westenberg, Verenigd Koninkrijk/Nederland)
- Best International Music Video: Queens (Jonathan Alric & Guillaume Alric, Frankrijk)

Audience Award:
- Mind My Mind (Floor Adams, Nederland)

## Twaalfde editie
De twaalfde editie van Go Short zou plaatsvinden van 1 t/m 5 april 2020. Op 13 maart 2020 werd het festival afgelast vanwege de uitbraak van SARS-CoV-2 in Nederland. Om de filmselectie en programmering van 2020 te eren en het talentenplatform en de opstap naar internationale filmprijzen te behouden, is een online alternatief ontwikkeld: Go Short Online. Dit online filmfestival vond plaats van 15 april t/m 13 mei 2020. 

### Winnaars 2020
Europese Competitie:
- Fictie - The Bite (Pedro Neves Marques)
- Documentaire - That Which is to Come is Just a Promise (Flatform)
- Animatie - Genius Loci (Adrien Merigeau)
- Special Mention - At the Entrance of the Night (Anton Bialas)

Nederlandse Competitie:
- Best Dutch Film - So I Stay (Marieke de Zwaan)
- Special Mention - Short Trip (Cassandra Offenberg)

Studentencompetitie:
- This Means More (Nicolas Gourault)

Muziekvideo-competitie
- Best Music Video - LOUSY / IN IN IN (Daniel Wirtberg)
- Special Mention - Careful (Alice Saey)

## Dertiende editie
De dertiende editie van Go Short was een hybride festival. Verspreid over 2021 vonden verschillende activiteiten plaats, zowel online als offline. Het festival startte met Go Short Online 2021, van 8-25 april. 

### Winnaars 2021
Audience Award:
- My Uncle Tudor (Olga Lucovnicova)

Europese Competitie:
- Fictie - Dustin (Naïla Guiguet)
- Documentaire - This day won’t last (Mouaad El Salem)
- Animatie - Friend of a Friend (Zachary Zezima)

Nederlandse Competitie:
- Best Dutch Film - Marlon Brando (Vincent Tilanus)
- Special Mention - NAYA (Sebastian Mulder)

Studentencompetitie:
- Under Control (Ville Koskinen)

## Veertiende editie
Het was de eerste editie die volledig als fysiek festival kon plaatsvinden na de strikte lockdowns tijdens de eerste twee jaar van de SARS-CoV-2-pandemie. Het festival behield zijn hybride vorm, met een fysiek festival in de zalen van LUX en een online gedeelte waar mensen van over de hele wereld films konden bekijken. Het fysieke festival vond plaats van 1 april t/m 10 april 2022. Het online festival was geopend van 1 april t/m 20 april. 

### Winnaars 2022
Audience Award:
- Beş (Ayla Çekin Satijn)

Europese Competitie:
- Fictie - Bachelorette Party (Yann Berlier, Lola Cambourieu)
- Documentaire - Listen to the beat of our images (Audrey Jean-Baptiste, Maxime Jean-Baptiste)
- Animatie - Granny’s Sexual Life (Urška Djukić, Emilie Pigeard)

Nederlandse Competitie:
- Best Dutch Film - Heat Waves (Kent Chan)

Studentencompetitie:
- Soum (Alice Brygo)
- Special Mention - A Film About A Pudding (Roel van Beek)

Muziekvideo-competitie
- Best Music Video - Auf Wiedersehen (Nicolas Medy)
- Special Mention - Grotchz (Peter Haueis)

## Vijftiende editie
Het festivalthema van deze jubileumeditie was 'For the bigger picture'. Bezoekers kregen een uitgebreide bundel van verhalen en perspectieven aangeboden door een diverse selectie van korte films. Tijdens het festival kwamen grote wereldse thema's aan bod, maar juist ook kwetsbare onderwerpen. De vele ‘kleine’ verhalen, verfrissende invalshoeken en perspectieven gaven samen een groter, beter beeld van wat er speelt en speelde in de wereld. Ze toonden de verhalen achter de verhalen.

### Winnaars 2023
Audience Award
- Thank you for your patience! (Simon van der Zande)

Europese Competitie:
- Fictie - Lost Children (Lola Cambourieu en Yann Berlier)
- Documentaire - When the mountain rumbles (Alba Bresoli)
- Animatie - A Kind of testament (Stephen Vuillemin)

Nederlandse Competitie:
- Best Dutch Film - I Want To Go Higher (Amanda van Hesteren)
- Special Mention - Centre, Ring, Mall (Mateo Vega)

New Arrivals Competitie:
- Bear (Ours) - (Morgane Frund)

Music Video Competitie
- MDR (Men Dominated Reality) (Maïa Taïeb)

Youth Award
- Winnaar Youth Award - Thank you for your patience! (Simon van der Zande)
- Special Mention - Luc (Tim Bary)

Kandidaatschap European Film Awards
- Chords (Estibaliz Urresola)

## Zestiende editie
De 16e editie bood een divers programma waarin korte films uit heel Europa centraal stonden, met vertoningen in en om LUX en op verschillende locaties in de stad. Makers en publiek ontmoetten elkaar tijdens competities, specials en talks, waaronder de focusreeks Heat Waves, over de impact van stijgende temperaturen in Europa. Te gast was de Finse kunstenaar Pilvi Takala, van wie een overzicht van haar werk werd vertoond. Traditiegetrouw opende Go Short met de gratis filmwandeling Off the Walls, die dit jaar plaatsvond in het Waterkwartier, waar samen met buurtbewoners ook een aanvullend wijkprogramma werd ontwikkeld. Het festival presenteerde meer dan 300 korte films, waaronder maatschappelijk betrokken documentaires, animaties, VR-ervaringen en experimentele werken, en zette opnieuw de kracht van korte film als vertelvorm en ontmoetingsplek in de schijnwerpers.

### Winnaars 2024
Audience Award
- Delicate and Violent (Şirin Bahar Demirel)

Europese Competitie:
- Fictie winnaar - How Miserable is the Home of Evil (Saleh Kashefi's)
- Documentaire winnaar - Cold and Dark (Peter Hostak)
- Documentaire special mention - Avitaminosis (Kateryna Ruzhyna)
- Animatie winnaar - Baigal Nuur - Lake Baikal (Alisi Telengut)
- Animatie special mention - Tako Tsubo (Fanny Sorgo en Eva Pedroza)

Nederlandse Competitie:
- Best Dutch Film - Grandmamauntsistercat (Zuza Banasińska)

New Arrivals Competitie:
- New Arrivals winnaar - Nos îles (Aliha Thalien)
- Special mention - There are people in the Forest (Szymon Ruczyński)

Music Video Competitie
- Music Video winnaar - The End Of The World (Leo van Kann)
- Special mention - Doctor Cinavim (Ömer Deniz)

Youth Award
- Winnaar Youth Award - There Are People in the Forest (Szymon Ruczyński)
- Special Mention - Avitaminosis (Kateryna Ruzhyna)

Kandidaatschap European Film Awards
- Out of the Blue (Morgane Frund)

## Zeventiende editie
Tijdens de 17e editie genoten de bezoekers van zo’n 300 korte films uit binnen- en buitenland, met vertoningen in en rond filmhuis LUX. Naast de competities, waarin 94 films streden om een Go Short Award, bood het festival ruimte aan videogames, archiefvondsten zoals Philips-instructievideo’s, en actuele thema’s als oorlog, gezichtsherkenning en de invloed van social media. Op het festivalterrein voor ontspanning met foodtrucks, muziek en een Game Expo. Ook bijzondere programma’s trokken de aandacht, waaronder een filmconcert met live muziek, een themaprogramma met performer Sven Ratzke, en een samenwerking met de VPRO. Go Short bevestigde opnieuw zijn rol als internationaal erkend platform voor korte film, en als officiële Oscar-, BAFTA- en EFA-kwalificerende festivalpartner.

### Winnaars 2025
Audience Award
- Sign and See the World (Safi Graauw)

Europese Competitie:
- Fictie - Those Who Move (Stephanie Ricci)
- Documentaire - The Flowers Stand Silently, Witnessing (Theo Panagopoulos)
- Animatie - And Granny Would Dance (Maryam Mohajer)

Nederlandse Competitie:
- Best Dutch Film - Where Is My Sex Drive (Nina Broers)

New Arrivals Competitie:
- New Arrivals winnaar - Territory (Felix Scherrer)
- Special mention - Mother's Child (Naomi Noir)

Music Video Competitie
- Music Video winnaar - Kater (Garrick Lauterbach)
- Special mention - Goodbye to Mercury (Sonja van Hamel)

Youth Award
- Winnaar Youth Award - Sign and See the World (Safi Graauw)
- Special Mention - My Homeland (Tabarak Abbas)

Senior Award
- Winnaar Senior Award - Her Body (Daphne Lucker)
- Special Mention - Shoes and Hooves (Viktória Traub)

Kandidaatschap European Film Awards
- The Flowers Stand Silently, Witnessing (Theo Panagopoulos)